# Mukhtar Mohammed Hussein

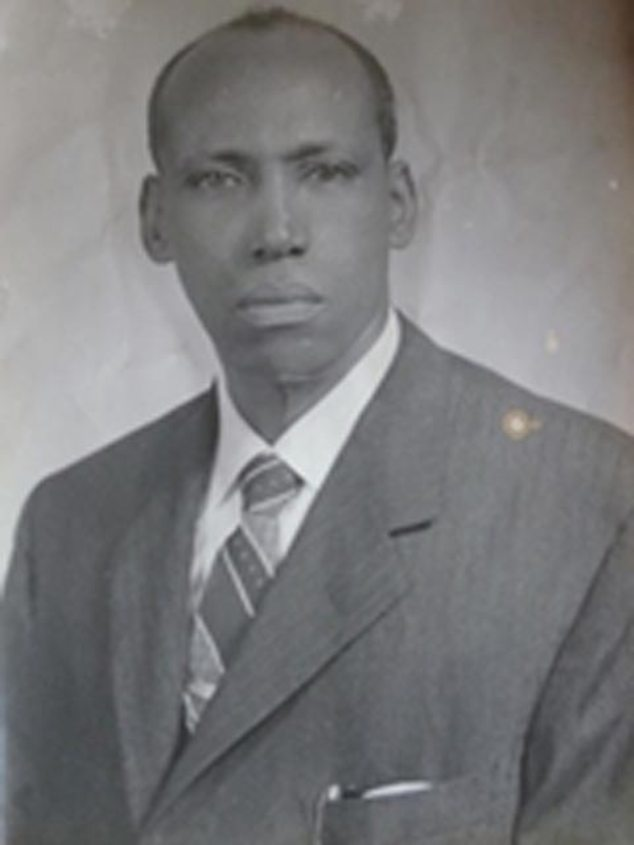
Mukhtar Mohamed Hussein

Sheikh Mukhtar Mohamed Hussein (Somali: Sheekh Mukhtaar Maxamed Xuseen, arabisch الشيخ محمد حسين مختار; * 1912; gest. 12. Juni 2012, Nairobi, Kenia) war ein somalischer Politiker. Er war Sprecher des Parlaments und 1969 kurzzeitig der Interims-Präsident von Somalia.

## Leben
Hussein wurde in Huddur in der Region Bakool geboren und gehörte zum Teil-Clan der Hadame, einer Untergruppierung der Rahanweyn (Digil-Mirifle).
Er studierte, wie es damals üblich war den Koran, indem er ganze Suren memorierte. Später studierte er ergänzend Islamische Geschichte.
Hussein arbeitete zunächst als Händler und baute einen Laden in Huddur auf, den er später erweitern und sogar ein Geschäft in der Stadt Baidoa eröffnen konnte. Erst später ging er in die Politik.

### Politische Karriere
In den 1940ern schloss sich Hussein der damals aufstrebenden nationalistischen Partei des Somali Youth Club (später Somalische Jugendliga, Xisbiga Midowga Dhalinyarada Soomaaliyeed, SYL). Er arbeitete im Hauptquartier der SYL in der damaligen Region Upper Jubba -heute aufgeteilt in mehrere Regionen in Südwest-Somalia.
Er gewann Einfluss und 1956 wurde er zur ersten Nationalversammlung des Somalischen Volkes, der Gesetzgebenden Versammlung, gewählt, die noch unter der Schirmherrschaft der  Italiener stand. Hussein wurde in die erste, wenn auch nur beschränkte Regierung unter Premierminister Abdullahi Issa aufgenommen. Zunächst diente er als  stellvertretender Justizminister und dann selbst als Justizminister.
Hussein wurde 1959 wiedergewählt, kurz bevor der Staat endgültig seine Unabhängigkeit erlangte. Er war dann Mitglied der Verfassungsgebenden Versammlung und wurde auch 1964 wiedergewählt. Hussein war 1965 bis 1969 Parlamentssprecher. Kurzzeitig wurde er Präsident, als am 15. Oktober 1969 Präsident Abdirashid Ali Shermarke ermordet wurde. Diese Amtszeit dauerte jedoch nur eine Woche, weil dann ein Staatsstreich das parlament entmachtete.
Zusammen mit anderen Prominenten wurde Hussein vom neuen Präsidenten Mohamed Siad Barre unter Hausarrest gestellt. Mehrere Jahre lebte er unter starken Einschränkungen,  erst nach einigen Jahren wurden seine Haftbedingungen erleichtert und später erlangte er auch seine Freiheit wieder. Damit verschwand er allerdings auch aus der Politik. Er widmete seine Zeit seiner Farm in Afgooye und dem Islamstudium.
Er starb am 12. Juni in Nairobi, Kenia als Hundertjähriger. Er erhielt ein Staatsbegräbnis in Mogadischu, Somalia und wurde dort am 15. Juni 2012 beigesetzt.